# Dioctria henshawi
Dioctria henshawi är en tvåvingeart som beskrevs av Johnson 1918. Dioctria henshawi ingår i släktet Dioctria och familjen rovflugor. Inga underarter finns listade i Catalogue of Life.